# Масерија Векија Ест (Напуљ)
Масерија Векија Ест је насеље у Италији у округу Напуљ, региону Кампанија.
Према процени из 2011. у насељу је живело 148 становника. Насеље се налази на надморској висини од 41 м.